# Максиміліан (принц Вальдек-Пірмонтський)
Максиміліан Вільгельм Густав Герман «Макс», принц Вальдек-Пірмонтський (нім. Maximilian Wilhelm Gustav Hermann «Max» Prinz zu Waldeck und Pyrmont; 13 вересня 1898, Бад-Арользен — 23 лютого 1981, Бад-Арользен) — німецький офіцер, оберст вермахту (1 березня 1943). Кавалер Німецького хреста в золоті.

## Біографія
Другий син князя Фрідріха Вальдек-Пірмонтського і принцеси Батільди цу Шаумбург-Ліппе. Молодший брат спадкового принца (з 1946 року — князя) Йозіаса Вальдек-Пірмонтського.
Учасник Першої світової війни. З 15 жовтня 1935 року — командир 12-го танково-розвідувально, з 28 серпня 1939 року — 611-го протитанкового дивізіону. З 1 березня 1943 по 25 вересня 1944 року — 2-й офіцер Генштабу (квартирмейстер) в штабі генерал-інспектора бронетанкових військ генерал-полковника Гудеріана. Одночасно в жовтні 1943 року командував танковою бригадою «Норвегія». З 5 вересня 1944 року — командир 1-го, з 25 вересня 1944 року — 23-го танкового полку. 10 січня 1945 року повернувся на службу в штаб генерал-інспектора бронетанкових військ як офіцер для особливих доручень.

## Сім'я[2]
Одружився 12 вересня 1929 року в Кілі. Дружина — графиня Густава фон Платтерн-Галлермунд (7 грудня 1899, Зегеберг — 27 жовтня 1986, Бад-Арользен).
В шлюбі народились 4 дітей:
- Марі Луїза Батільда Ельфріда Ольга (3 листопада 1930, Кіль)
- Фрідріх Карл Георг Віктор (21 серпня 1933, Кіль)
- Георг-Віктор Людвіг Адольф (11 липня 1936, Шверін)
- Гелена-Софі Інгеборг Маргарита Елізабет Густава (27 жовтня 1943, Шверін)

## Нагороди
- Залізний хрест 2-го класу
- Почесний хрест ветерана війни з мечами
- Медаль «За вислугу років у Вермахті» 4-го класу (4 роки)
- Застібка до Залізного хреста 2-го класу (24 вересня 1939)
- Залізний хрест 1-го класу (23 червня 1940)
- Нагрудний знак «За поранення» в сріблі (11 вересня 1942)
- Медаль «За зимову кампанію на Сході 1941/42» (11 листопада 1942)
- Німецький хрест в золоті (8 травня 1943)